# Mago pauciaculeis
Mago pauciaculeis là một loài nhện trong họ Salticidae.
Loài này thuộc chi Mago. Mago pauciaculeis được Lodovico di Caporiacco miêu tả năm 1947.